# Clausicella opaca
Clausicella opaca là một loài ruồi trong họ Tachinidae.